# Teatro em Casa
Teatro em Casa foi um programa exibito na RTP 1 em 2009. Tratava-se de um ciclo onde eram exibidas peças de teatro, uma produção da Valentim de Carvalho Televisão, com encenações de Joaquim Benite e José Martins, entre outros encenadores. A realização foi de Fernando Ávila.
Este formato de programa teve como objetivo retomar a proximidade da RTP com o Teatro em Portugal.

## Peças transmitidas
- O Casamento da Condessa da Amieira de Júlio Diniz, encenação de Joaquim Benite, cenário e figurinos de José Costa Reis. Primeira exibição em 27 de março de 2009.
- A Farsa do Doutor Finório de anónimo francês do século XV, encenação de José Martins, cenário e figurinos de José Costa Reis. Primeira exibição em 8 de maio de 2009.